# Sokolniki (województwo opolskie)
Sokolniki (niem. Sokollnik) – osada w Polsce położona w województwie opolskim, w powiecie opolskim, w gminie Dąbrowa.
Od 1950 miejscowość należy administracyjnie do województwa opolskiego.
W okresie okupacji hitlerowskiej w latach 1936-1945 miejscowość nosiła nazwę Falknersdorf.

## Historia
Od 1817 r. wieś posiadała pieczęć gminną, na której wizerunku przedstawiono serce, z którego wierzchołka wyrastają trzy kwiaty (róże?), z obu stron serca dwa sierpy w słup.